# Infiltratie (waterbeheer)

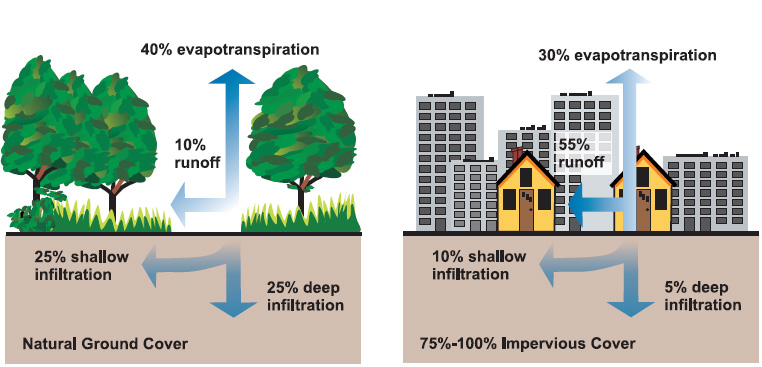
Relatie tussen urbanisatie en verharding en de hoeveelheid infiltratie in de bodem

Infiltratie is het proces waarbij water in de bodem dringt en in de onverzadigde zone van de bodem komt. Als water in een bepaalde regio te weinig de kans krijgt om te infiltreren in de bodem, kan dit bijdragen aan waterschaarste in die regio.

## Definitie
Infiltreren kan plaatsvinden op de plek zelf waar de neerslag valt. Indirect, kleinschalig, door de vorming van plassen of grootschalig door de vorming van een ven of vijver (depressie).
Het infiltratievermogen of -capaciteit wordt uitgedrukt in de eenheid mm water per etmaal. Het meten van infiltratiecapaciteit gebeurt met lysimeters of door proefvakken. Voor de aanleg van infiltratievoorzieningen, wordt echter dikwijls teruggegrepen naar eenvoudigere veldmetingen. Tijdens deze infiltratieproeven wordt de verzadigde doorlatendheid bepaald.
In Nederland infiltreert circa 500 mm water per jaar. Infiltratie is daardoor een hoofdfactor voor de watervoorziening van de landbouw en de drinkwatervoorziening.

## Bodemgesteldheid
De infiltratiesnelheid wordt bepaald door de volgende factoren:
1. aard van de bodem (grovere bodemmaterialen als zand en grind zijn gunstig, slib, klei en verhardingen ongunstig)
2. aanwezigheid begroeiing is over het algemeen gunstig omdat dit de grond losmaakt en snelle afstroming voorkomt (erosie)
3. structuur van de bodem, onder meer afhankelijk van de bodembewerking
4. bodemvochtgehalte, deze weer afhankelijk van de bodemgelaagdheid en hoogteverloop

Na verloop van tijd neemt vaak de infiltratiecapaciteit af door het opvullen van de poriën in de bodem, het dichtslaan van de bodem, het zwellen van kleideeltjes. De bodem is in staat na verloop van tijd zich weer te herstellen.
Infiltratie is van invloed op de aanvulling van het bodemvocht en het grondwater.
Vanuit de bodem kan het water:
1. opgenomen worden door begroeiing,
2. verdampen al dan niet via planten (evapotranspiratie),
3. in de capillaire bodemzone tot afstroming komen,
4. in het grondwater worden geborgen (percolatie) en daarna middels grondwaterstroming uiteindelijke afstromen naar oppervlaktewater.

## Infiltratie bevorderen
Er zijn verschillende manieren waarop infiltratie van water in de bodem kan bevorderd worden. Bijvoorbeeld door middel van wadi's of infiltratiekratten, maar ook door door middel van een infiltratietransportriool, kortweg IT-riool genoemd of de relatief nieuwe DSI-techniek, waarbij (regen)water via diepere waterafvoerende lagen in de bodem wordt afgevoerd.